# Christine Truman
Christine Truman, 1967 gift Janes, född 16 januari 1941, Loughton, Essex, England.  Brittisk högerhänt tennisspelare.

## Tenniskarriären
Christine Truman vann 1959 singeltiteln i Franska mästerskapen genom finalseger över titelförsvararen, ungerskan Zsuzsi Körmöczy (6-4, 7-5). Hon blev därmed vid en ålder av 18 år och 5 månader den dittills yngsta kvinnliga segraren i mästerskapen. Tidigare på våren samma år hade hon också vunnit singeltiteln i Italienska grusmästerskapen i Rom. 1961 nådde Christine Truman singelfinal i Wimbledonmästerskapen, där hon mötte landsmaninnan Angela Mortimer. Truman var i ypperlig form och tog en betryggande ledning genom att ta första set och dessutom ta ledningen i det andra med 4-0. Vid den ställningen föll hon olyckligt och skadade vänster höft. Skadan inverkade menligt på hennes spel och hon utmanövrerades skickligt av Mortimer som vann finalmötet med 4-6, 6-4, 7-5.
1960 vann Truman tillsammans med brasilianskan Maria Bueno dubbeltiteln i Australiska mästerskapen efter finalseger över Margaret Smith Court/L. Robinson med 6-2, 5-7, 6-2.
Christine Truman deltog i det brittiska Fed Cup-laget åren 1963, 1965 och 1968. Hon spelade totalt 13 matcher av vilka hon vann 8.
Hon deltog i det brittiska Wightman Cup-laget (lagtävling i damtennis mellan Storbritannien och USA) 1957-63, 1967-69 och 1971. Hon var bara 17 år när hon i mötet mot USA 1958 besegrade mästarinnan i Amerikanska mästerskapen och Wimbledon, Althea Gibson med 2-6, 6-3, 6-4, vilket bidrog till att Storbritannien vann Cup-titeln för första gången sedan 1930. Under perioden 1968-71 spelade hon dubbelmatcherna i Wightman Cup tillsammans med sin syster Nell Truman.

## Spelaren och personen
Christine Truman spelade med stor koncentration och närvaro. Hennes grundslag var av god klass och sin forehand spelade hon ofta med mycket stor kraft. Hon uppträdde sportsligt på banan och var alltid publikfavorit.

## Grand Slam-titlar
- Australiska mästerskapen
  - Dubbel - 1960
- Franska mästerskapen
  - Singel - 1959